# Енріке Касерес
Енріке Патрісіо Ка́серес Вільяфаньє (ісп. Enrique Patricio Cáceres Villafañe; 20 березня 1974) — парагвайський футбольний арбітр, має категорію FIFA. Обслуговує матчі чемпіонату Парагваю, південноамериканські клубні турніри та матчі збірних.

## Кар'єра
У 2010 році арбітру була присвоєна категорія FIFA, також має другу категорію Південноамериканської конфедерації футболу.
Перший матч на рівні міжнародних клубних турнірів відсудив 1 вересня 2010 року в рамках Південноамериканського кубка між болівійським «Орієнте Петролеро» і чилійським «Універсідад де Чилі». Першим матчем арбітра на рівні національних збірних стала гра між Болівією і Кубою 1 березня 2012 року.
В статусі головного арбітра обслуговував молодіжний чемпіонат Південної Америки 2013 року, Кубок Америки 2015 року, юнацький (U17) чемпіонат світу 2015 року. На Кубку Америки 2016 судив два матчі, у тому числі півфінал між збірними США та Аргентини. 20 липня 2016 року був головним арбітром в першому фінальному матчі Кубка Лібертадорес 2016 між «Індепендьєнте дель Вальє» і «Атлетіко Насьональ».
29 березня 2018 року рішенням ФІФА обраний головним арбітром для обслуговування матчів чемпіонату світу в Росії.